# Фотоелектрохемијски процес
Фотоелектрохемијски процес је процес који обично обухвата трансформацију светлосити у друге форме енергије. Ти процеси налазе примену у фотохемији, оптичким ласерима, соларним ћелијама, луминисцентне, и фотохромизму.

## Електронска ексцитација
'Електронска ексцитација' је кретање електрона до вишег  енергетског нивоа. До тога може да дође било путем фотоексцитације (PЕ), при чему елецтрон апсорбује фотон и стиче енергију фотона, или путем електричне  ексцитације (ЕЕ), при чему електрон апсорбује енергију другог енергијом-богатијег електрона. У полупроводницка кристалним решеткама, термална ексцитација је процес при коме вибрације решетке пружају довољно енергије за прелаз електрона на виши енергетски ново. Кад се побуђени електрон поново врати у стање с нижом енергијом, то се назива електронском релаксацијом. При томе може доћи до радијације фотона или давања енергије некој трећој честици.
У физици постоји специфична техничка дефиниција за енергетски ниво, која се често везује за атом у  побуђеном стању. Побуђено стање се генерално дефинише у односу на основно стане, тако да је побуђено стање на вишем  енергетском нивоу од основног стања.